# Cihuateteo

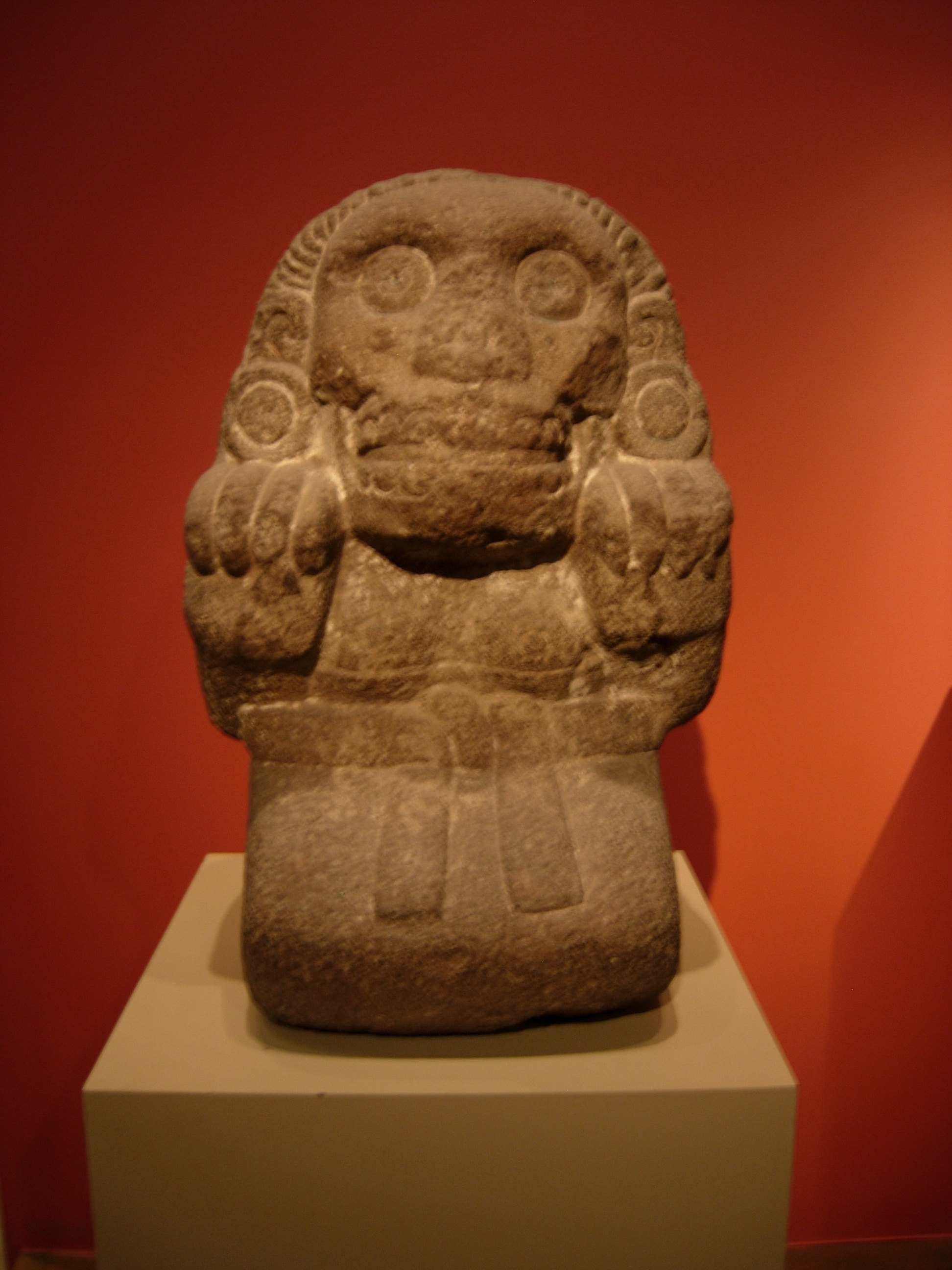

Cihuateteo [siwaːte'teoː]; l.poj. Cihuateotl („kobiety boskie”, „ubóstwione kobiety”) – w wierzeniach Azteków były to duchy kobiet zmarłych podczas połogu, którymi rządziła bogini Cihuacoatl. Szczególnym wyróżnieniem cieszyły się te, które zginęły przy pierwszym porodzie: ich dusze utożsamiano z wojownikami, którzy pojmali wroga. Wierzono, że trafiają one do zachodniej części nieba, gdzie towarzyszą słońcu w jego wędrówce od zenitu do zachodu. W tej kosmologii cihuateteo niosły zmęczone światło słoneczne na lektykach z piór kwezala, dlatego zachodni horyzont nazywano także Cihuatlampa – „kierunkiem kobiet”.